# Massimiliano d’Angeli

Massimiliano d’Angeli

Massimiliano d’Angeli (geboren 20. Dezember 1815 in Triest, Kaisertum Österreich; gestorben 19. Februar 1881 in Triest,
Österreich-Ungarn) war ein österreichisch-italienischer Politiker der LN und Bürgermeister von Triest (Podestà) in den Jahren 1869 bis 1879. Er war verantwortlich für den Neubau des Rathauses an der Piazza Grande.
| Vorgänger     | Amt                                    | Nachfolger      |
| ------------- | -------------------------------------- | --------------- |
| Carlo Porenta | Bürgermeister von Triest 1869 bis 1879 | Ricardo Bazzoni |

| Personendaten    | Personendaten                  |
| ---------------- | ------------------------------ |
| NAME             | D’Angeli, Massimiliano         |
| KURZBESCHREIBUNG | italienischer Politiker der LN |
| GEBURTSDATUM     | 20. Dezember 1815              |
| GEBURTSORT       | Triest                         |
| STERBEDATUM      | 19. Februar 1881               |
| STERBEORT        | Triest                         |